# S/2010 J 2
S/2010 J 2 es un satélite natural de Júpiter. Fue descubierto por Christian Veillet en 2010.
S/2010 J 2 tarda 1,69 años en orbitar alrededor de Júpiter, y su distancia media es de 13 060 000 millas (21,01 millones de kilómetros). S/2010 J 2 tiene un diámetro de aproximadamente 1 kilómetro, siendo etiquetado como el satélite natural más pequeño conocido en el sistema solar que se descubrió desde la Tierra.